# Vaire-sous-Corbie
Vaire-sous-Corbie é uma comuna francesa na região administrativa de Altos da França, no departamento de Somme. Estende-se por uma área de 6,74 km². Em 2010 a comuna tinha 294 habitantes (densidade: 43,6 hab./km²).